# 폴란드 즈워티
즈워티(폴란드어: złoty)는 폴란드의 통화로 1 즈워티는 100 그로시(grosz)에 해당된다. 즈워티는 폴란드어로 "금"을 뜻한다.
현재 발행되고 있는 즈워티는 1990년대 초반에 있었던 인플레이션을 극복하기 위한 차원에서 1995년 1월 1일을 기해 실시된 화폐 개혁을 통해 발행된 새로운 화폐이다. 구 폴란드 즈워티와의 교환 비율은 10,000 구 폴란드 즈워티(PLZ) = 1 신 폴란드 즈워티(PLN)이다. 1, 2, 5, 10, 20, 50 그로시, 1, 2, 5 즈워티 동전과 10, 20, 50, 100, 200, 500 즈워티 지폐가 통용된다. 2014년까지 2 즈워티는 작은 크기의 통용주화와는 별개로 수집가들을 위해서 매년 기념주화로 앞 디자인이 다른 종류로 많이 출시되었고 2015년 이후로는 5 즈워티를 기념주화로 1년에 2~3개씩 출시하고 있다. 구하기 어렵지만 은화으로 만든 10, 20 즈워티 동전도 있다고 한다. 

## 같이 보기
- 폴란드의 경제